# 刘宇航
刘宇航（2001年7月18日—），中国山西省临汾市侯马市人，围棋职业六段棋手。他2016年入段，2019年12月升为六段。他获2019年中国围棋新秀争霸赛冠军。

## 国内比赛成绩
刘宇航在2019年第3届中国围棋新秀争霸赛中连胜李鑫怡、郑载想、黄明宇、吕立言、方若曦夺冠。
他进入2020年第19届西南棋王赛4强，后负于柁嘉熹。

## 争议事件
刘宇航在2017年6月进行的中国围棋乙级联赛首轮比赛对阵中国平煤神马队棋手舒一笑。在比赛进行到紧要关头，刘宇航在落子时出现了落子后在棋盘上移动棋子的情况。平煤队教练岳亮当时就在场边，认为刘宇航的行为属于“悔棋”，当即停种要求裁判判罚。但裁判介入之前舒一笑已经继续走棋。裁判长吕国良认为双方棋手继续行棋属于对棋局的“默认”，因此不再进行判罚。舒一笑认为，对手当时落子移动了棋子，手并没有离开棋盘，虽然这个习惯不太好，但应该并不算犯规，当时虽然教练停钟，但大家都是棋手，所以也继续对局了。刘宇航则说，自己的手没离开棋盘所以不能算犯规。

## 升段记录
初段：2016年7月。
二段：2017年7月。
三段：2018年7月。
四段：2018年9月。
五段：2019年7月。
六段：2019年12月升为六段。